# ポロポ
ポロポはインドネシアのスラウェシ島の南スラウェシ州の都市。州で3番目に大きい。市になる前はルウ県の県都だった。

## 歴史
1620年頃、ルウ王国の2代目のAbdullah Muhiddin王によってポロポは設立された。彼は以前ルウ王国の宮殿が有ったマランケに埋葬された。彼の墓はマジャパヒト式の花が彫られたが、1950年代のKahar Muzakkarの反乱で破壊され、今は何も残っていない。ポロポがマランケより優れていた事は、セコ・ロンコン谷のトラジャ族と貿易が出来る事だった。ポロポは坂の麓に有り、曲がりくねった道が高地地方に続いている。
19世紀後期、貿易の中心はコーヒーと奴隷だった。高地の川からは金も得られた。後期にはダンマルゴムが重要な輸出品だった。
1905年にオランダがスラウェシ島南部を征服する以前のポロポの事はあまり分かっていない。西洋人で唯一ポロポについて記録を残したJames Brook(後のサラワク王)は、「1830年代は寂しい町で、約300戸の家が散在し荒れていた」と述べた。ポロポにはスラウェシ南部で最古のモスクが有る。Abdullah王の時代に煉瓦と白珊瑚で建てられ、3段の屋根は古代オーストロネシア人の宇宙を表す。19世紀に修復した旨が碑に残っている。王墓は北のロッコエに有り、ピラミッド型の陵墓には17世紀～20世紀の王が眠っている。

## 参考資料
1. ↑  Biro Pusat Statistik, Jakarta, 2011.
2. ↑  Van Lijf, J.M. 1953. 'Korte mededelingen.' Bijdragen tot de Taal-, Land- en Volkenkunde 109:379-81.
3. ↑  Braam Morris, D.F. van. 1889. 'Het landschap Loewoe.' Tijdschrift voor Indische Taal-, Land- en Volkenkunde 32: 497-555; Zerner, C. 1981. 'Signs of the spirits, signature of the smith: Iron forging in Tana Toraja.' Indonesia 31: 89-112
4. ↑  Caldwell, I. 1994. ‘Report on fieldwork.' Baruga 10:16-18.
5. ↑  Brooke, J. 1848. Narrative of events in Borneo and Celebes down to the occupation of Labuan. From the Journals of James Brooke, Esq. Rajah of Sarawak and Governor of Labuan [. . .] by Captain Rodney Mundy. London: John Murray